# Herren von Pfirt

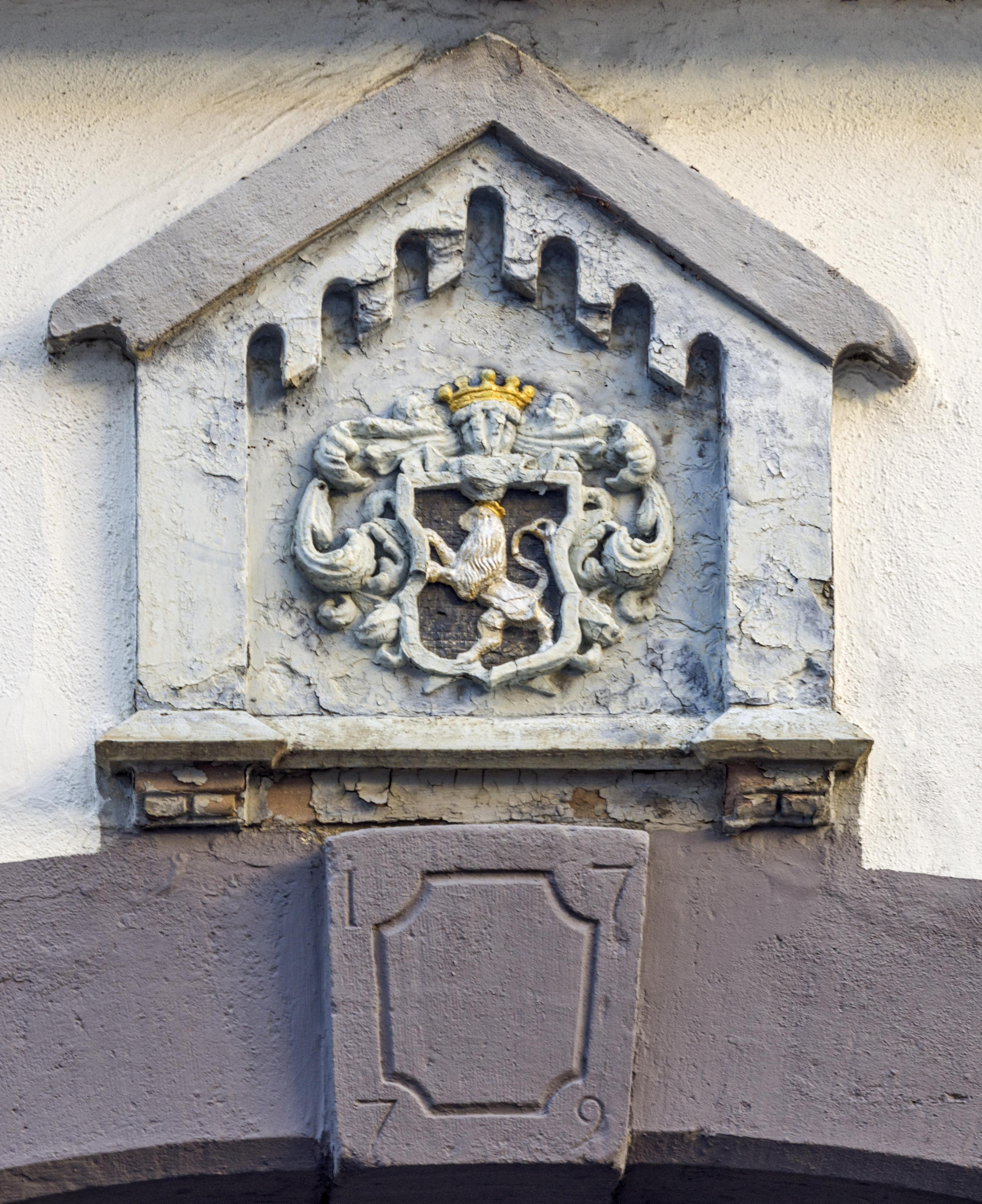
Das Wappen derer von Pfirt am rückwärtigen Eingang des Hauses Zum Pilgerstab in Freiburg im Breisgau

Bei den Herren von Pfirt (auch: Herren von Pfirdt und Herren von Ferrette) handelt es sich um ein vorderösterreichisches Ministerialadelsgeschlecht der Grafen von Pfirt des Hauses Scarponnois, mit denen es jedoch nicht zu verwechseln ist. Erstmals genannt werden die Edlen von Pfirt bereits 1135. Sie gehörten zu den bedeutendsten Ministerialen der 1234 ausgestorbenen ersten Grafen von Pfirt und erloschen 1848.

## Geschichte
Adelbero und Siegfried de Ferretis (von Pfirt) werden 1135 erstmals urkundlich erwähnt. In einer Urkunde vom 20. Dezember 1187 erließ Graf Ludwig von Pfirt den Klöstern Bellevaux und La Charité den Zoll, den Lufried Ritter von Pfirt von ihm zu Lehen hatte. Dabei scheint Ritter nicht für eine Standesbezeichnung, sondern für einen Familiennamen zu stehen. 1213 wird dessen Sohn des Rudolf von Pfirt (Ferreto) erwähnt. Ein Kuno wird 1225 genannt. „Ulrich von Phirret und Wer Bescheler sin bruder“ werden als Zeugen einer von Grafen Theobald von Pfirt am 21. Mai 1277 ausgestellten Urkunde genannt.
Ulmann von Pfirt erscheint 1342 als Landvogt des Herzogs Albrecht II von Oestreich und der Erbgräfin Johanna von Pfirt im Sundgau. Als Hauptmann und Pfleger zu Elsass, Sund- und Breisgau, erreichte er 1350 ein Bündnis mit den Städten Straßburg, Basel und Freiburg für die Dauer von fünf Jahren. Möglicherweise war Else von Pfirt, die mit Hartmann von Tegerfelden verheiratet war, seine Schwester. In einem Mahnbrief des österreichischen Landvogts im Sundgau, Ulrich (auch Ulman), vom 4. April 1353 informierte er über Angriffe eines Johannes von Vy und eines Johannes von Valon. Dabei wurde unter anderen ein "Henmann von Pfirt, vogt ze Rinfelden, ritter" genannt. Aus einem Folgeschreiben vom 18. Mai des gleichen Jahres wird das Verwandtschaftsverhältnis zwischen Ulrich und Henmann ersichtlich: Darin nennt ihn Ulrich "min vetter"
Anno 1365 erhielt er von Herzog Leopold von Habsburg zum Ausgleich für den von Herzog Rudolf erlittenen Schaden das in der ehemaligen Grafschaft Pfirt gelegene Dorf Carspach bei Altkirch im Elsass. Im Friedensvertrag zwischen dem Hause Habsburg und dem Bischof von Basel im Jahre 1347 und 1350 spielte er eine maßgebliche Rolle. Er wurde damals als Pfleger „nidwendig dem Howenstein“ eingesetzt. Am 17. Januar 1366 verpflichtete sich „Ulmann von Pfirt lantvogt zu Elsaß, mit der pflege Dadenried, Blumenberg, und was in die pflegnisse gehöret, und dann mit dem pfande der vesten Pfirt und waz dazu gehöret,“ den für das Elsass und den Schwarzwald beliebten Landfrieden zu wahren. Ulmann von Pfirt war mit Else, der Tochter des Wilhelm Atz(en) aus einem Freiburger Geschlecht, verheiratet. 1379 gewährte er der Stadt Laufenburg im Namen des Rudolf IV. von Habsburg-Laufenburg ein Darlehen. Er ist wohl auch derjenige Ulmann von Pfirt, welcher vor Ausbruch des Sempacher Krieges namens des Herzogs Leopold einen ewigen Frieden mit den Eidgenossen aufrichten sollte, während Johann Ulrich von Pfirt (sein Sohn, geboren wohl um 1360) unter den vielen Rittern genannt wird, welche auf St.-Johann-Baptisten-Abend 1386 den Eidgenossen Fehde ansagen ließen. In dessen Diensten stand der vom Freiburger Adelsgeschlecht Geben (eine Nebenlinie der Herren von Endingen) abstammende Johannes Schäfer, welcher durch Clara (Geben-) Münzmeister mit den Herren von Pfirt verwandt war. Dieser Johannes Schäfer und Johann Ulrich von Pfirt, Enkel der Clara (Geben-) Münzmeister, wurden im Jahre 1399 zu einer Geldstrafe von 13 Pfund, 14 Schilling und 6 Pfennig an die Deutschordenskommende in Beuggen verurteilt. Am 4. November 1398 war Johann Ulrich von Pfirt (Hans Ulrich voh Phirte) Zeuge einer Schuldverschreibung Herzog Leopolds von Österreich für Rudolf Vitzhmer. Im Verlauf der Fehde der Herren von Schauenburg mit Bernhard von Baden fand Johann Ulrich am 29. Mai 1402 den Tod.
Am 14. Dezember 1389 trat Ulrich Diepold von Pfirt als Bürge für Graf Conrad von Freiburg anstelle des bei der Schlacht bei Sempach verstorbenen Werner von Flachslanden ein.
In Roethers Arbeit zum Geschlecht der Freiherren von Pfirt erwähnt er eine Urkunde vom 17. Juli 1411, worin Herzog Friedrich von Oesterreich für sich und seine Brüder und Vettern den Brüdern Peter und Claus den Zübeln (Zibollen – Basler Geschlecht) um 300 rheinische Goldgulden die Landgrafschaft Hornussen mit den Ämtern zu Homberg, an dem Melibach (Möhlinbach), in dem Rheintal und auf dem Dinkelberg, die alle zu seiner Feste Rheinfelden gehören verpfändete.
Im Jahre 1484 war Ludwig von Pfirt der Ortsherr zu Biengen. Ein Ulrich von Pfirt bekleidete 1506 zu Mülhausen das Bürgermeisteramt. Siegmund, Dompropst zu Basel, wurde zu einem Anhänger der Reformation, heiratete und starb 1574.
Wolfgang Dietrich von Pfirt, kaiserlicher Obrist, wird als Bote erwähnt und hatte 1545 eine Sendung bei dem Kurfürsten von Sachsen auszurichten.
Maria Anna von Pfirt († 1758? in Freiburg) heiratete Franz Ignaz Ludwig von Schönau-Zell. Dieser war von Franz Fridolin Weber aufgezogen worden und war Mundschenk des Fürstbischofs von Basel und Herr von S. (Elsass) und Zell im Wiesental. Deren Sohn, Anton Ignaz Johann Nepomuk von Schönau (* 12. Dezember 1732 in Carspach; † 12. Juni 1808 in Freiburg im Breisgau), ehelichte später Maria Franziska von Kageneck, die Tochter des Johann Friedrich von Kageneck.

### Zweig Pfirt-Zillisheim
In einem im Stadtarchiv von Mülhausen aufbewahrten Familienbuch, das von Georg von Pfirt im Jahre 1475 begonnen worden war, finden sich Angaben über Grabstätten der Herren von Pfirt: Danach lagen Hans Ulrich von Pfirt († 8. März 1518) und seine Gemahlin Anastasia, geb. von Bolsenheim († 10. Oktober 1520) in Masmünster begraben.
In Ofen in Ungarn starben und lagen begraben:
- Simon von Pfirt († 30. Sept. 1521)
- Georg von Pfirt († 28. September 1535)
- Dorothea von Pfirt, geb. Waldnerin († 23. Febr. 1528), seit 27. November 1515 mit Georg vermählt

In Ensisheim, wo Simon von Pfirt († 2. Mai 1567) Regierungsrat und Statthalter des Landvogtes war, wurde neben ihm auch Dorothea von Pfirt († 26. April 1570) beigesetzt. Sie wird beschrieben als, eine Jungfrau, die bereits mit Hans Albrecht von Hagenbach († 29. April 1591) verlobt war. Theobald Walter rechnet all diese Personen bereits dem Zweig Pfirt-Zillisheim zu.
Nach dem Historikern Johann Christian von Stramberg und Anton Joseph Weidenbach nannte sich dieser Zweig jedoch erst ab 1620 von Zillisheim. Im selben Jahr hatte Johann Adam von Pfirt († 12. Dezember 1651), seines Zeichens Landvogt im Sundgau, Zillisheim an sich gebracht und dort ein Schloss mit 365 Fenstern erbaut. Er wurde wahrscheinlich ebenso in Zillisheim begraben, wie seine Tochter Maria Katharina von Reinach, geb. von Pfirt († 22. Mai 1672), sein Sohn Phillipp Jakob von Pfirt († 17. März 1675) und dessen Gemahlin Maria Anna von Pfirt, geb. von Schönau († 4. Februar 1677).
Der Zweig erlosch 1746 mit dem Tod des Murbacher Klosterpriors Bernard de Ferrette, dem Autor des Diarium de Murbach: 1671–1746.

### Zweig Sennheim-Blumenberg (Florimont)
Philipp Heinrich von Pfirt († 22. Januar 1606) zu Liebenstein, der sich in den Türkenkriegen ausgezeichnet hatte, war Vater dreier Söhne. Einer davon war Jacob Christoph von Pfirt (1576–1637), der in Blumenberg (Florimont) ein Haus errichtete und sich zu Blumberg nannte. Die Nachkommen eines Sohns von Jacob Christoph von Pfirt (1576–1637) bildeten im 17. Jahrhundert eine Nebenlinie zu Sennheim, deren dritter und letzter Generation Johann Baptist von Pfirt zu Sennheim angehörte. Er war französischer Brigadegeneral in der Nordarmee.
Der Linie zu Blumberg entspross Johann Jakob Leonhard Freiherr von Pfürdt zu Blumberg († 1820). Er war der Sohn von Johann Jacob zu Blumberg und Maria Anna Carolina von Pfirt-Carspach, einer Schwester von Franz Anton Friedrich von Pfirt-Carspach, dem Präsidenten der Breisgauer Ritterschaft. Johann Jacob Leonhard diente von 1778 bis 1783 in Rottweil sowie zwischen 1784 und 1798 in Hohenrain und Reiden als Komtur des Johanniterordens.
Seine Schwester Franziska Antonia von Pfirt-Blumberg († 1783) heiratete Josef Fidel Anton Thurn-Valsassina († 1799 in Friedingen). Das Paar hinterließ die beiden Töchter Caroline und Walburga, die nach Freiburg im Breisgau zogen, wo ihre u. a. ihre Tante Franziska seit 1770 Äbtissin in Günterstal war. Zu Beginn der Französischen Revolution wurden alle Güter des Zweiges verkauft oder enteignet, abgesehen vom Meierhof Fahy und dem Grundstück La Farine. Nun zog auch der Rest der Familie nach Freiburg zog, wo Franz Anton Friedrich von Pfirt-Carspach bei der Regierung eine Aufenthaltserlaubnis erwirken konnte.

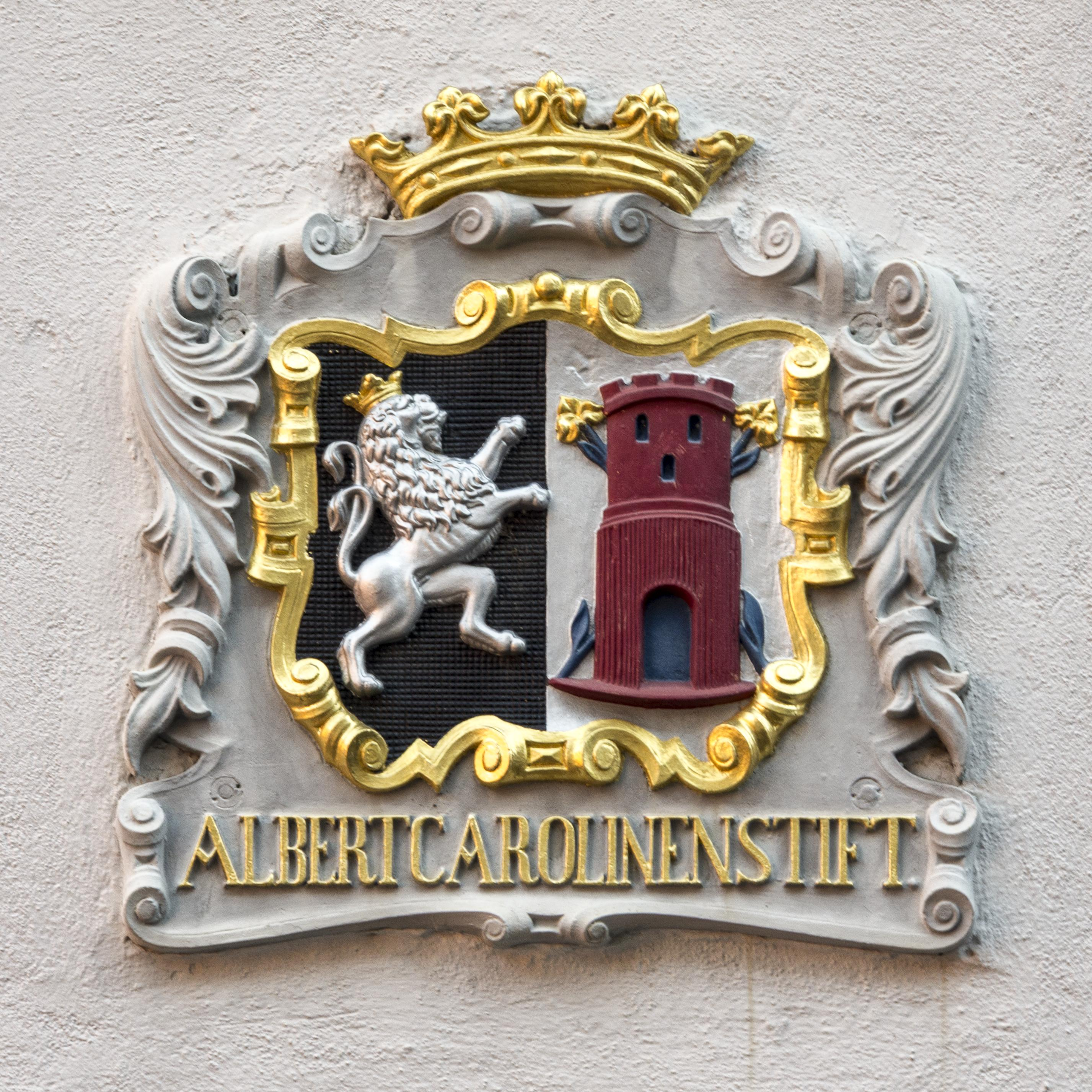
Allianzwappen am Haus zum Pilgerstab

Albert (1773–1845), den Sohn seines Bruders Philipp Heinrich Anton, brachte Johann Jakob Leonhard beim bayerischen Militär unter, wo er zum Königlich Bayerischen Kämmer und Major aufstieg und Ritter des St.-Ludwig-Ordens wurde. 1810 arrangierte er die Heirat mit seiner Nichte Carolina Thurn-Valsassina († 1836) und bedachte ihn in seinem Testament. Das Paar hatte keine Kinder und lebte abwechselnd in einem Haus am Lorettoberg und im Haus Zum Pilgerstab in der Franziskanerstraße. Nach dem Willen seiner Ehefrau verfügte er in seinem Testament die Gründung einer Stiftung aus ihrem Vermögen von 373.000 Goldgulden, um damit ein Kapitel für junge Damen aus der beiden Verwandtschaft einrichten zu können. Diese Stiftung wurde später mit der der vormaligem Breisgauer Ritterschaft vereinigt. Das Albert-Carolinen-Stift wurde kurz vor Ausbruch des Zweiten Weltkriegs in die Burgunderstr. 24 verlegt. Am alten Standort findet sich das Allianzwappen der beiden Familien.
Hubert, der Bruder von Albert, erhielt testamentarisch einen Teil von dessen Vermögen und starb am 12. Februar 1848 als letzter Nachkomme der Herren von Pfirt im Meierhof Fahy in Florimont oder in Freiburg im Breisgau.

### Zweig Liebenstein-Carspach

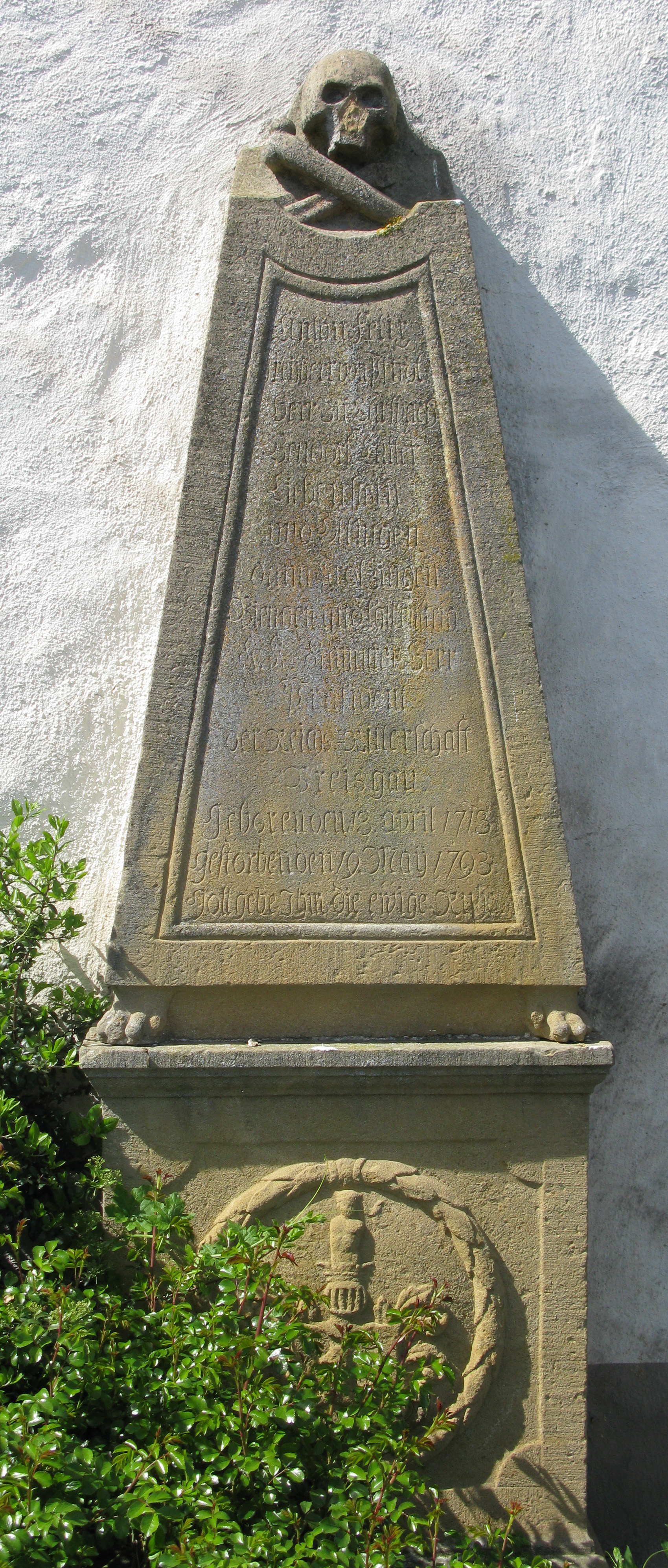
Grab des Felix Anton Freiherr von Pfirdt an der Kirche St. Leodegar in Bad Krozingen-Biengen

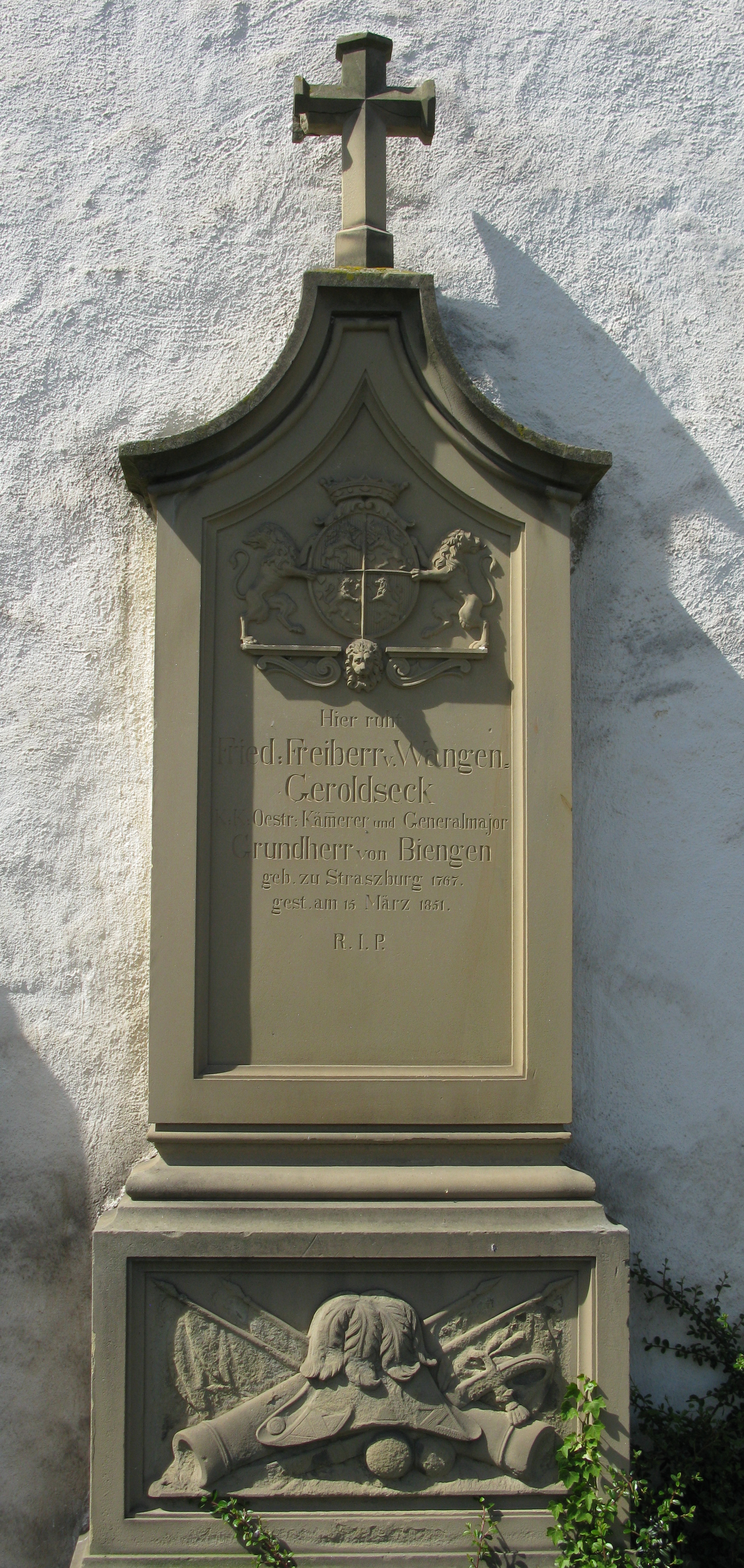
Grab des Freiherr Friedrich von Wangen an der Kirche St. Leodegar in Bad Krozingen-Biengen

Franz Conrad († 1612), ebenfalls Sohn von Philipp Heinrich von Pfirt († 1606), war Herr von Liebenstein, Dürlensdorf und Carspach und damit Begründer der Carspacher Linie. Johann Reinhard (* 1620; † um 1674), der Enkel von Franz Conrad, war 1653 Träger des österreichischen Lehens St. Trudpert. Er wurde am 22. August 1660 in St. Johann in Tirol von Erzherzog Ferdinand Karl in den Freiherrenstand erhoben. Durch seine Heirat mit Maria Franziska von Sickingen-Hohenburg (1626–1693) hatte er 1651 Biengen sowie ein Drittel der Grundherrschaft über Steig und Fahrenberg (beide heute Teil von Breitnau), Falkensteig (heute Teil von Buchenbach), Rainhof (heute Teil von Kirchzarten), Zastler, Weilersbach, Dietenbach und Mißwende (heute alle Teil von Oberried) erhalten. Die geteilte Grundherrschaft führte zu jahrelangen rechtlichen Auseinandersetzungen mit den Sickingern. Biengen wurde zusammen mit Krozingen, an dem er ebenfalls die Grundherrschaft erworben hatte, zum Zentrum des rechtsrheinischen Besitzes der Linie.
Eine seiner Töchter, Franziska Friederike († 1710), heiratete den sächsisch-polnischen Generalfeldmarschall Adam Heinrich von Steinau. Eine weitere, Maria Anna, wurde 1679 die Gemahlin von Franz Michael Neveu von Windschläg, dem österreichischen Gesandten in der Schweiz. Eine dritte Tochter namens Maria Eva († 1691) war Äbtissin im Kloster Ottmarsheim. Sein Sohn Conrad Carl Anton († 1735) war ab 1665 nacheinander Komtur in mehreren Kommenden des Deutschen Ordens in der Ballei Elsass-Burgund. Sein Bruder, Johann Baptist Adam († 1714), heiratete Maria Anna Rosina von Reinach († 1758).
Maria Anna Carolina, eine Tochter von Johann Baptist Adam und Maria Anna Rosina, ehelichte, wie bereits oben erwähnt, Johann Jakob von Pfirt zu Blumenberg. Maria Susanna Xaveria (1735–1826), eine weitere Tochter, war ab 1760 die letzte Äbtissin des Klosters in Masmünster, bevor sie nach Freiburg zog und dort verstarb. Der ebenfalls bereits oben erwähnte Sohn Franz Anton Friedrich Karl Felix (1713–1793) heiratete durch seine Frau Maria Anna Franziska von Reinach-Steinbrunn († 1783) ebenso in das Geschlecht von Reinach ein, wie sein Vater und seine Schwester Maria Anna Josepha Ursula († 1788). Er wurde am 24. Juli 1741 in Porrentruy von Jakob Sigismund von Reinach-Steinbrunn, dem Bruder seines Schwiegervaters, zum Kammerjunker und Oberforstmeister ernannt. 1758 ernannte ihn Ludwig XV. in Versailles zum Capitaine einer Kompanie des Schweizerregiments von Oberst von Eptingen. Am 20. Januar 1764 wurde er in die freiunmittelbare Ritterschaft im unteren Elsass aufgenommen. Nach dem Wegzug aus dem Elsass wurde er Präsident der Breisgauer Ritterschaft. Sein Grabstein befindet sich hinter der Kirche St. Leodegar in Biengen.

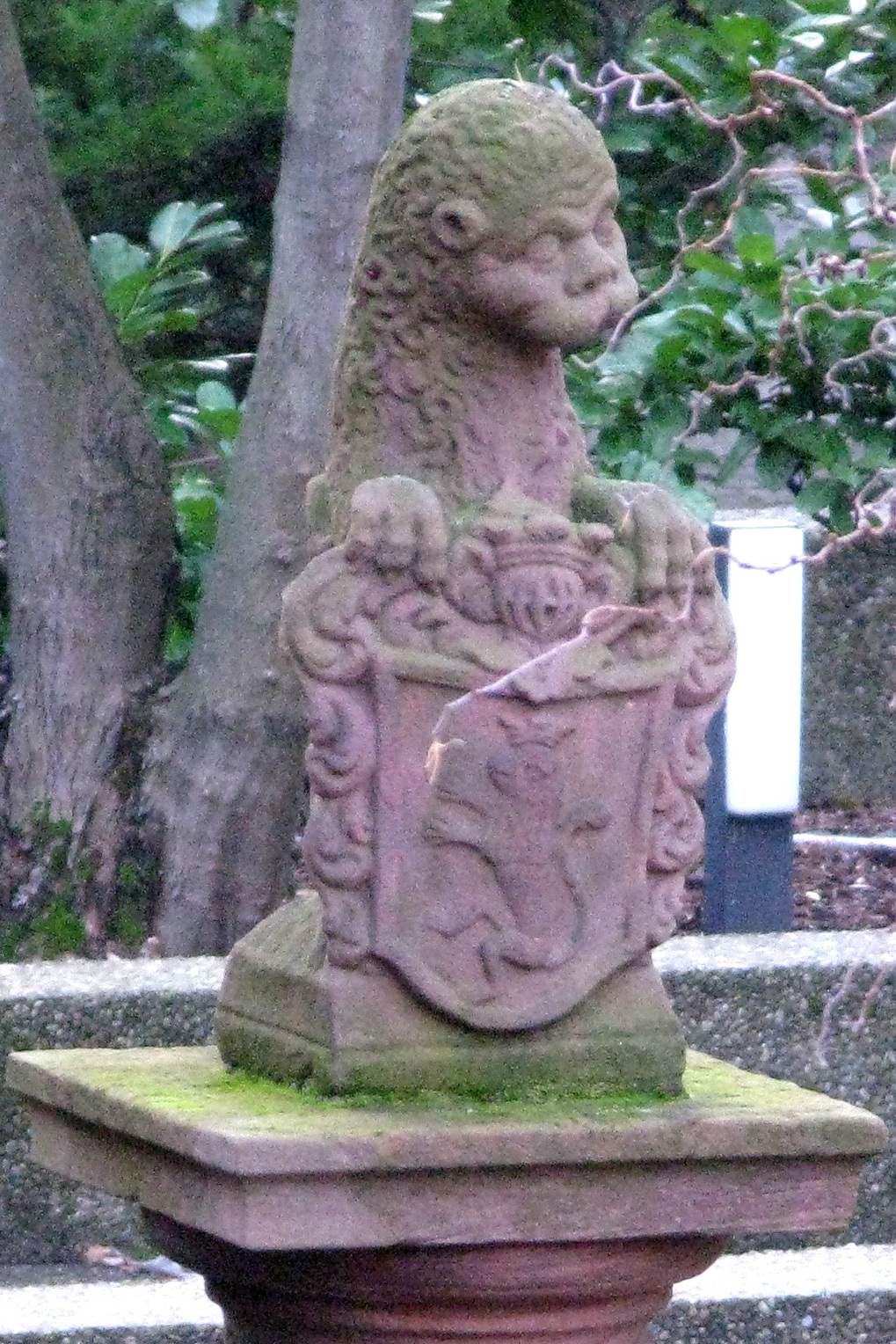
Figur auf Brunnensäule aus Sandstein mit dem Wappen der Herren von Pfirt im Hof der Freiburger Fachschule für Sozialpädagogik

Johann Nepomuk Franz Octav Maximilian von Pfirt zu Carspach (1750–1818), einer der Söhne von Franz Anton Friedrich, war mit Maria Franziska von Venningen (1753–1817) verheiratet. 1813 war er Obersthofmeister, kaiserlich österreichischer und großherzoglich frankfurtischer geheimer Rat und Generallieutenant und Kanzler des Concordienordens. Im selben Jahr war er in Freiburg als Einwohner gemeldet. Seine Gemahlin († 1817) übte zusammen mit Sophie von Coudenhoven (1747–1825) politische Einflussnahme auf den Mainzer Kurfürst und Erzbischof Friedrich Karl Joseph von Erthal (1719–1802) aus.
Nach dem Tod der beiden Eheleute, die beide auf dem Alten Friedhof begraben wurden, ging das Haus an die Familie Andlau über. Grund dafür war, dass Nepomuks Schwester, Maria Karoline Salome Walburga von Pfirt zu Carspach (1743–1808), Friedrich Anton von Andlau-Homburg geheiratet hatte. Es wurde fortan als Palais Andlaw bezeichnet und 1944 zerstört. Auf den vorherigen Besitz der Herren von Pfirt weist eine Brunnensäule mit deren Wappen hin. Sie stammt von einem Brunnen am Andlauschen Haus, befindet sich jedoch inzwischen im Hof der Fachschule für Sozialpädagogik der Erzdiözese an der Händelstraße in Herdern.
Johann Baptist Nepomuk (* 22. Februar 1749 in Carspach; † 1831 in Paris), ein weiterer Sohn von Franz Anton Friedrich und mit Maria Franziska, trat in den Malteserorden ein, dessen Großkreuz er trug. Er war Komtur zu Lage und Herford. Bereits 1767 war er Bailly und Botschafter des Ordens in Paris. Anfang des 19. Jahrhunderts diente er in Paris als Ministre plénipotentiaire des Ordens. Er war mit dem französischen Außenminister Charles-Maurice de Talleyrand-Périgord befreundet. Johann Baptist von Pfirt zu Carspach war designierter Nachfolger des Heitersheimer Großpriors Ringg von Baldenstein, dessen Herrschaft jedoch 1806 an das Großherzogtum Baden gefallen war. Infolge dieser Ereignisse gelangte der Bailly als großherzoglich badischer Gesandter nach Paris, in dessen Amt er bis zu seinem Tod 1831 verblieb. Er war der letzte männliche Nachfahre seiner Linie.
Seine Schwester Anna Maria Caroline (1745–1825) hatte 1764 den österreichischen Generallieutenant Konrad Beat von Wangen zu Geroldseck († 1790) geheiratet, der den Großteil des Pfirt'schen Besitzes erhalten hatte, darunter Biengen. Der Grabstein von deren Sohn Friedrich Anton Franz (1767–1851) befindet sich in Biengen neben dem seines Großvaters Franz Anton Friedrich Karl Felix von Pfirt zu Carspach.

## Stammtafel
Diese Stammtafel von Julius Kindler von Knobloch ist nicht ganz fehlerfrei, bietet jedoch dennoch einen Überblick über die Pfirtschen Linien.
- Ulrich von Pfirt (1315 tot)
  - Ulrich 1300 ⚭ Greda von Blauenstein und ⚭ Clara Muenzmeister
    - Ulmann, Landvogt/Unterlandvogt im Elsass, Pfleger im Sundgau, 1362 Burg Liebenstein als österreichisches Lehen empfangen († 1385) ⚭ Lorata von Wasselnheim und Clara Vitzhum
      - Hans Ulrich († 1408) ⚭ Adelheid von Hohenfels
      - Friedrich († 1407) ⚭ Margaretha Brenner von Neuenburg
      - Susanna ⚭ Friedrich von Hattstatt zu Herrlisheim
      - Johannes der Junge, Domherr in St. Amarin
      - Ulrich der Junge
      - Greda ⚭ Günther von Eptingen
      - Dietrich Diebold ⚭ Greda von Hattstatt
        - Ulrich
        - Anton ⚭ Margaretha Burggraf
          - Adam ⚭ Margaretha von Blumeneck
            - Philippa, Nonne
            - Elsbeth ⚭ Anton Schnewlin von Landeck
            - Ludwig zu Biengen, Mitherr zu Riegel ⚭ 1510 Eva von Neuenfels
              - Alexis zu Biengen
              - Jacob, Domherr
              - Florenz
              - Johann, Eheabredung mit Anastasia von Reischach
                - Johann Job zu Biengen
                - Ludwig

            - Philipp ⚭ Margaretha Truchseß von Wolhusen
              - Blasius zu Liebenstein ⚭ Kungold Offenburg
                - Philipp

        - Pantaleon ⚭ Mardalena Marschall von Zimmern
          - Diebold ⚭ 1462 Agnes Wetzel von Marsilien
            - George
            - Veronica ⚭ Johann Balthasar von Endingen[48]
              - Tochter ⚭ Ludwig von Hornberg

            - Beat († 1536) ⚭ Barbara von Uttenheim
              - Ulrich Diebold
              - Wilhelm († 1555)
              - Catharina
              - Mang († 1565) ⚭ Clementia von Reichenstein
                - Susanna ⚭ Johann Georg Kempf von Angreth/Angreit
                - Mang
                  - Wolf Sebastian ⚭ Barbara von Hagenbach
                    - Franz Melchior
                    - Johann Georg Mang Edmund zu Carspach († 1610)
                    - Wolf Wilhelm
                      - Friedrich
                      - Jakob Melchior
                      - Franz Diebold ⚭ Maria Sibylla Kunigunde Franziska Blarer von Wartensee
                        - Maria Anna Franziska Elisabeth Ursula († 1758?) ⚭ Ludwig von Schönau-Zell

          - Ulrich († 1501) ⚭ Katharina von Dattenried († 1523)
            - Christoph
            - Conrad, Vogt in Sennheim
              - Catharina

            - Friedrich († 1513) ⚭ Christina von Anweil
              - Walter
              - Peter
              - Diebold
                - Philipp Jacob
                - Georg Morand (Meinrad), Vogt zu Pfastatt († 1612)
                  - Johann Jakob
                  - Johann Diebold
                  - Johann Georg
                    - Johann Adam, erzherzöglich österreichischer Obervogt der Grafschaft Pfirt

              - Ludwig
                - Margaretha ⚭ Wilhelm von Eschbach

            - Valentin († 1548) ⚭ Catharina von Masmünster († 1530) und Margaretha Vay († 1562)
              - Nicolaus
              - Hans Ulrich
              - Anastasia ⚭ Matthias Jakob von Landenberg († 1594)[49]
              - Philipp Heinrich von Pfirt zu Liebenstein († 1606) ⚭ 1557 Barbara Pfaffenlapp von Still zu Scheelodemspach
                - Valentin († 1593)
                  - Philipp Heinrich
                  - Franz Conrad zu Liebenstein und Dürlensdorf und Carspach († 1612) ⚭ Anastasia von Reinach
                  - Jacob Christoph von Pfirt zu Blumberg (Florimont) ⚭ Esther von Hohenfürst

              - Georg Gangolf
              - Johann Jacob
              - Sigimund ⚭ Afra Vay
              - Diebold
              - Claus

  - Greda 1361 ⚭ Reinbold Stubenweg
  - Diebold von Pfirt-Zillisheim (* um 1290;[50] † 1335) ⚭ 1330 Hedewigis Zobel
    - Matthäus († um 1400)[50]
      - Heinrich[51]

    - Mechtild (Metze; † um 1361)[50] ⚭ 1338 Hanemann von Neuenstein
    - Johann (Hennemann, † um 1395)[50] ⚭ 1371 Elsa von Roppach
      - Ulrich († um 1422)[52]
        - Simon (* um 1460; † 1521)[52][15]
        - Dietrich
          - Wolf Dietrich

        - Johann Ode (Hans Ott) († um 1486)[52]
          - Friedrich († 1529)[52]
          - Johann Ulrich (* um 1460; † 1518) ⚭ 1475 Anastasia von Bolsenheim († 1520)[15][53]
            - Margaretha[53]
            - Barbara[53]
            - Johann Eckard/Hans Erhard (* um 1481)[53]
            - Georg (1479–1535)[53] ⚭ 1515 Dorothea von Waldnerin († 1528)[15][54]
              - Johann Ode/Johann Otto (* 1516)[54]
              - Appolonia (* 1518)[54]
              - Johann Jakob (1521–1522)[54]
              - Anastasia (* 1524)[54]
              - Dayla (* 1525)[54]
              - Johann Ulrich (* 1520)[54]
              - Simon (1522–1567),[54] Regierungsrat in Ensisheim und Statthalter des Landvogts[15] ⚭ um 1550 Jacobea von Ampringen[55]
                - Friedrich[55]
                - Philipp (* um 1554; † um 1556)[55]
                - Johann Georg (* um 1515; † um 1595)[55] ⚭ Margarethe von Reinach († um 1595)[56]
                  - Catharina[56]
                  - Marie[56]
                  - Johann Adam (* um 1583; † 1651)[56] ⚭ 1609 Beatrice von Landsperg († um 1612) und Anastasia von Sickingen († 1636),[57] Tochter von Franz Conrad († 1617) und Apollonia von Sickingen (geborene von Ampringen, † 1626)[58]
                    - Anna Catharina (* um 1611; † 1613)[57]
                    - Franz Georg (1613–1636)[57]
                    - Hans Christoph (* 1615)[57]
                    - Maria Catharina (1616–1672)[57]
                    - Friedrich (* 1617)[57]
                    - Susanna (* 1620)[57]
                    - Appolonia (* 1622; † um 1665)[57]
                    - Philipp Jacob (1624–1675)[57] ⚭ Maria Anna von Schönau († 1677)[15][59]
                      - Johann Conrad Rudolf (1659–1709),[59] Dompropst in Basel 1707
                      - Maria Salome Lucille (1652–1721)[59] ⚭ Jacob Sigmund von Reinach zu Obersteinbrunn
                      - Maria Ursula Clara Anastasia (1662–1725)[59]
                      - Maria (1670–1698)[59]
                      - mehrere Nachkommen in den ersten beiden Lebensjahren verstorben[59]
                      - Johann Caspar (1668–1716),[59] Deutsch-Ordens-Komtur in Rufach und Gebweiler[15]
                      - Johann Franz Joseph (1656–1711),[59] Herr zu Zillisheim, Oberstleutnant unter Montjoye, Oberst der Milice d' Alsace († 1711) ⚭ Maria Antonia Apollonia von Wessenberg (1659–1711)[15][60]
                        - Franz Anton Conrad Bernhard (1680–1746),[60] Prior in Murbach, 1702 secretarius capituli
                        - Philipp Jacob Sebastian (1684–1741),[60] Domherr zu Basel
                        - Franz Joseph Rudolf zu Zillisheim, Capitain der Schweizergarde (* 1682;[60] † 16. Oktober 1708 vor Festung Lille)[15]
                        - Johann Karl Ignatius (1685–1694)[60]
                        - Marie Helene (1687–1749)[60]
                        - Maria Franziska Reine Elisabeth (* 1689)[60]
                        - Maria Scholatique Louise (1692–1708)[60]

## Ehemalige Besitzungen
Der habsburgische Lehensvertrag von 1362 gibt einen Einblick auf die umfangreichen Besitzungen der Herren von Pfirt. Diese Lehen erhielten die Herren von Pfirt auf ausdrücklichen Wunsch von Katharina von Burgund, worauf im Lehensvertrag ausdrücklich hingewiesen wird: „…das hat Ulrich von Phirt in sinon namon und an stat siner zweyger brüder Antheinen und Penthelin von miner gnedigin fröwen ze lehen enphangen…“ Man darf deshalb vermuten, dass diese Lehen bereits vorher in den Händen der Herren von Pfirt waren. Zu diesem Lehen gehörten das Dorf Carspach mit „qwin und banne, mit aller siner gehörde“, die Burg Liebenstein (bei Liebsdorf im Elsass), den „öber hof ze Senhin“, die „taferne ze Reiningen“, den Zoll sowie das Marktgericht zu Pfirt sowie das Dorf Bendorf. Dazu kamen diverse Einkünfte in Ammerzwiller, Tagolsheim, Wittersdorf, Durmenach, Ungershain (?) und Tanne (Thann?). Die Besitzungen lagen zu dieser Zeit also allesamt im Elsass in der ehemaligen Grafschaft Pfirt. Auch im Breisgau hatte das Freiherrengeschlecht Besitzungen. Die Orte Biengen und Krozingen waren Eigengüter der Freiherren von Pfirt. Umfangreiche Lehen besaßen die Freiherren von Pfirt jedoch vor allem im Elsass.
Spätestens nach dem Aussterben der Grafen von Pfirt saßen sie auf Burg Hohenpfirt (französisch Château de Ferrette). Burg Liebenstein, die urkundlich erstmals 1218 erwähnt wird, dürfte wohl zu keiner Zeit Sitz der Freiherren gewesen sein. Diese Burg fiel bereits dem Erdbeben von 1356 zum Opfer und ist seither Ruine.
Die Linie zu Blumenberg besaß neben dem von ihr dort errichteten Haus, an dessen Stelle sich seit 1863 die Dorfkirche befindet, zwei weitere Häuser sowie das Gut St. André, einen Weiler mit Kapelle und einem bedeutenden Meierhof. Francois Nicolas de Salomon verkaufte nach dem Tod seines Schwiegervaters Gaspard Nicolas de Barbaud de Florimont im Jahr 1783 seinen kompletten Besitz in Blumenberg an die Herren von Pfirt. Hierzu gehörten die Schlossruine, das städtische Herrenhaus, die Mühle, die Gießerei, die Schäferei und einen Obstgarten.
Auch Leibeigene hatten die Herren von Pfirt, entsprechend einem Leibeigenenverzeichnis aus der Mitte des 16. Jahrhunderts, in Liebensdorf sowie in Altenach, St. Ulrich, Hindlingen, Friesen, Largitzen, Niedersept, Pfefferhausen, Ottendorf, Riespach, Hirsingen, Hirzbach, Lümschweiler, Grenzingen, Altkirch, Heimsbrunn und Mühlhausen.

## Wappen

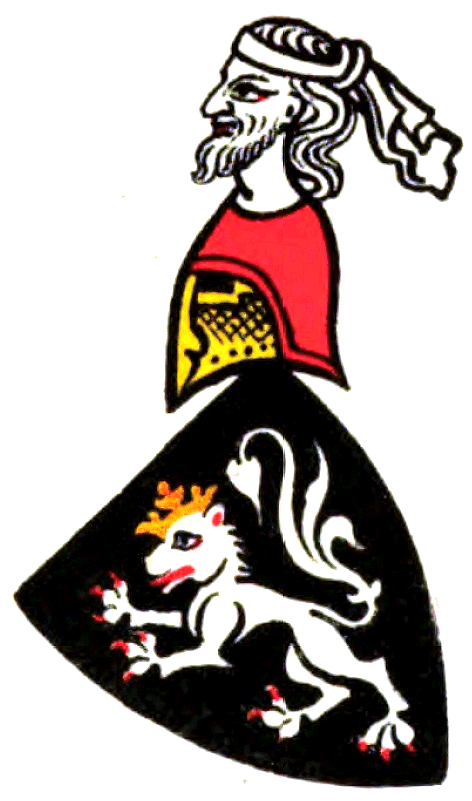
Wappen der Herren von Pfirt

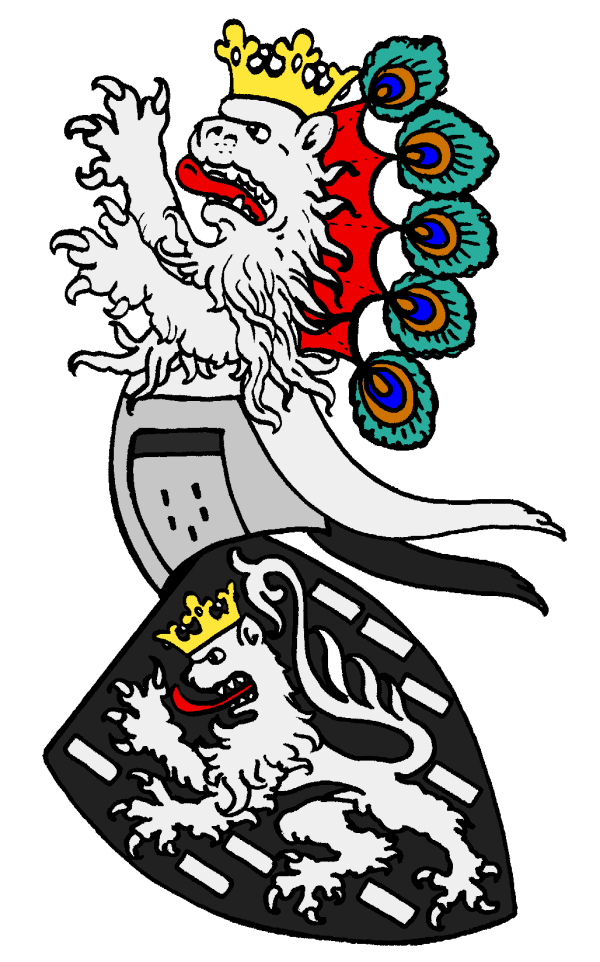
Vgl. Wappen der Herren von Klingen

Das Wappen der Freiherren von Pfirt zeigt in Schwarz einen gold gekrönten, silbernen Löwen. Als Helmzier ein rotgekleideter bärtiger Mannesrumpf mit weißer Stirnbinde und fliegenden Enden oder schwarzgekleidet; oder ein nackter Jungfrauenrumpf mit weißer Stirnbinde bez. auf gekröntem Helm ein golden gekrönter nackter Mannesrumpf mit weißer Stirnbinde; auf gekröntem Helm der gekrönte Löwe wachsend. Die Helmdecke ist schwarz-silber. Das Wappen ähnelt sehr stark dem Wappen der Freiherren von Klingen. Ob es damit in Verbindung steht, dass Katharina von Klingen (* um 1255; † 1290) mit dem Grafen Diebold (Theobald) von Pfirt († 1310/1311), verheiratet war, kann nicht gesagt werden.